# Rödskärs fjärden
Rödskärs fjärden är en fjärd i Skärgårdshavet i Vårdö på Åland. Den ligger i kommunens nordligaste del mellan öarna Väderskär och Rödskär.
Rödskärs fjärden övergår i norr till Norrhavet och i söder till Östra stråket.